# Zbigniew Drążkowski
Zbigniew Jan Drążkowski (ur. 1957) – polski działacz społeczny, inicjator ruchu Emaus w Polsce.

## Życiorys
Pochodzi z Kaszub, studiował na Katolickim Uniwersytecie Lubelskim. Od 1989 zaangażowany w działalność społeczną i charytatywną. Po powrocie z pracy zarobkowej w Szwajcarii zakupił ziemię w Krężnicy Jarej. W 1990 współtworzył Fundację Między Nami, której został prezesem zarządu i dyrektorem. Organizacja ta zajęła się tworzeniem wspólnot dla osób upośledzonych umysłowo czy bezdomnych, a także prowadzeniem warsztatów terapii zajęciowej. Na jej cele Zbigniew Drążkowski przeznaczył zakupioną nieruchomość, gdzie po pozyskaniu kilkuset darczyńców zaczął powstawać pierwszy dom wspólnotowy. W 1991 nawiązał kontakty z władzami międzynarodowej organizacji Emaus, wkrótce prowadzona przez niego fundacja zaczęła wdrażać ekonomiczne zasady tego ruchu, prowadząc działalność w zakresie zbierania używanych przedmiotów i ich odsprzedaży. W 1995 Zbigniew Drążkowski doprowadził do zarejestrowania Stowarzyszenia Emaus, pierwszej wspólnoty w Europie Środkowo-Wschodniej, które w regionie doprowadziło do powstania trzech domów. W 2009 został prezesem spółdzielni socjalnej Emaus (będącej jednym z projektów prowadzonych przez wcześniej powołane organizacje).
W 2011 prezydent Bronisław Komorowski odznaczył go Krzyżem Oficerskim Orderu Odrodzenia Polski.